# والیساری
والیساری (انگلیسی: Vallisaari)، (سوئدی: Skanslandet) یک جزیره در هلسینکی مرکز فنلاند است.
این جزیره بین سانتاهامینا از محله‌های شرقی هلسینکی و سیومنلینا در ۴ کیلومتری جنوب شرقی هلسینکی قرار گرفته‌است.

## پیشینه
این جزیره دارای حوضچه‌های آب شیرین است و از ۶۰۰ سال پیش محلی برای تهیه آب شیرین برای ملوانان شناخته شده بود و از قدیم برخی از استحکامات در جزیره ساخته شد. با این همه این همسایه کناری این جزیره یعنی سیومنلینا بود که به عنوان قلعه اصلی دریای هلسینکی پیشرفت روزافزون کرد و اکنون میراث جهانی یونسکو است.
در زمان پیشرفت سیومنلینا، والیساری منبع تأمین هیزم اهالی هلسینکی بود. سوئد و روسیه در سال ۱۸۰۸ در جنگ بودند و روس‌ها سیومنلینا را محاصره کردند، و از والیساری به عنوان پایگاه جنگی استفاده کردند. در این دوره روس‌ها شروع به ساخت استحکامات در در این جزیره کردند که هم‌اکنون نیز پابرجااست.

## انبار نظامی
پس از استقلال فنلاند در سال ۱۹۱۷، والیساری برای مدت ۱۰۰ سال به انبار سلاح‌های نیروهای دفاعی فنلاند تبدیل شد. در تمام این سال‌ها به ویژه در اوایل دهه ۱۹۵۰ انواع مواد منفجره، اژدرها و مین‌ها در والیساری نگهداری می‌شدند. یک پایگاه هواشناسی نیز در این جزیره ساخته شد. همچنین تعدادی خانوار غیرنظامی در والیساری وجود داشت که زندگی کاملاً روستایی داشتند. جمعیت غیرنظامی در دهه ۱۹۵۰ بسیار بیشتر از زمان حاضر است.

## منطقه گردشگری
در سال ۲۰۰۸ نیروهای دفاعی فنلاند والیساری را ترک کردند و اقدامات بخش خصوصی و شهرداری هلسینکی طی یک برنامه ۸ ساله باعث شد تا این جزیره در سال ۲۰۱۶ به عنوان مقصد گردشگری افتتاح شود. اکنون والیساری متنوع‌ترین مقصد برای طبیعت‌گردی و گردشگری است.

## نگارخانه

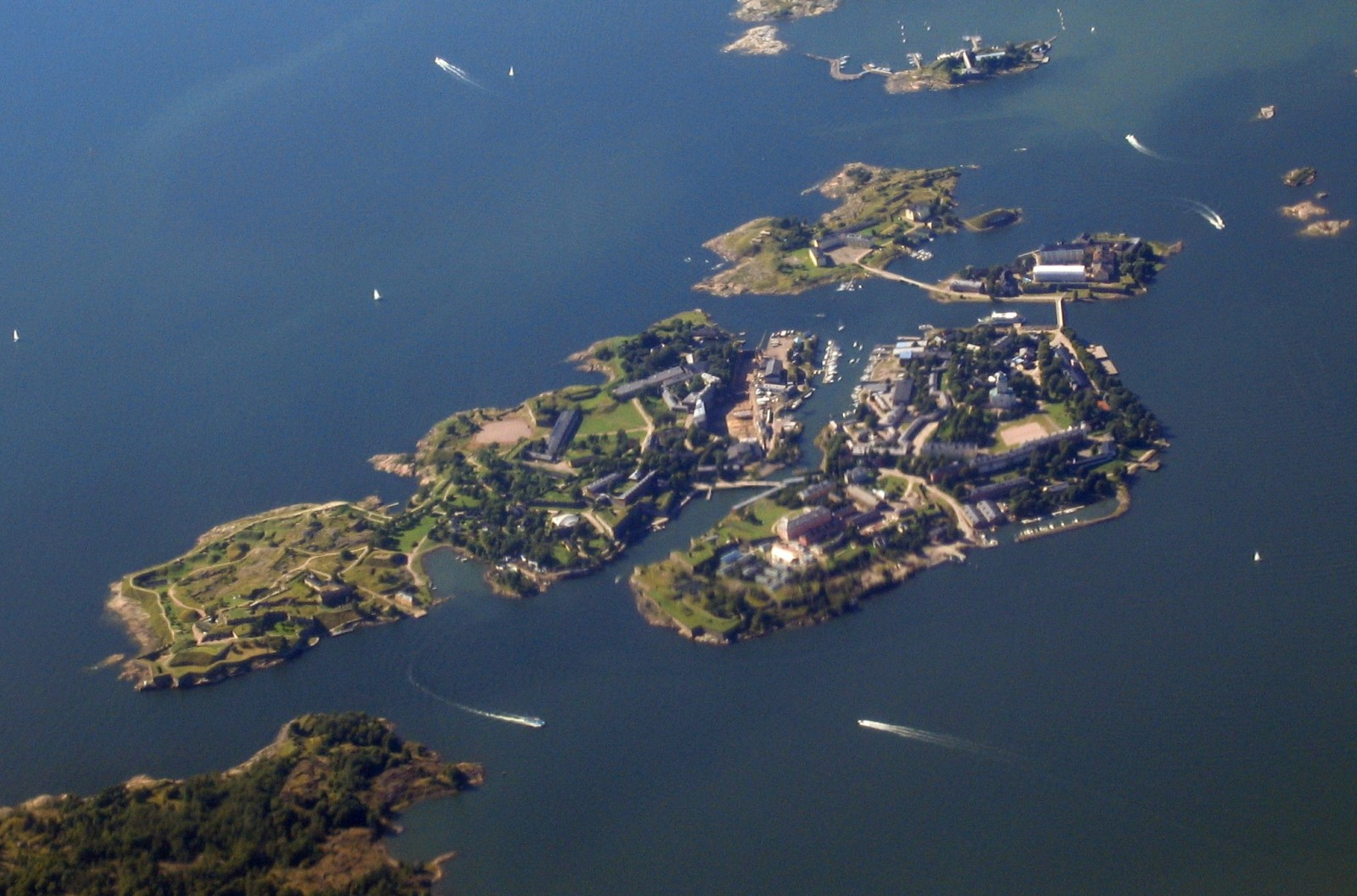
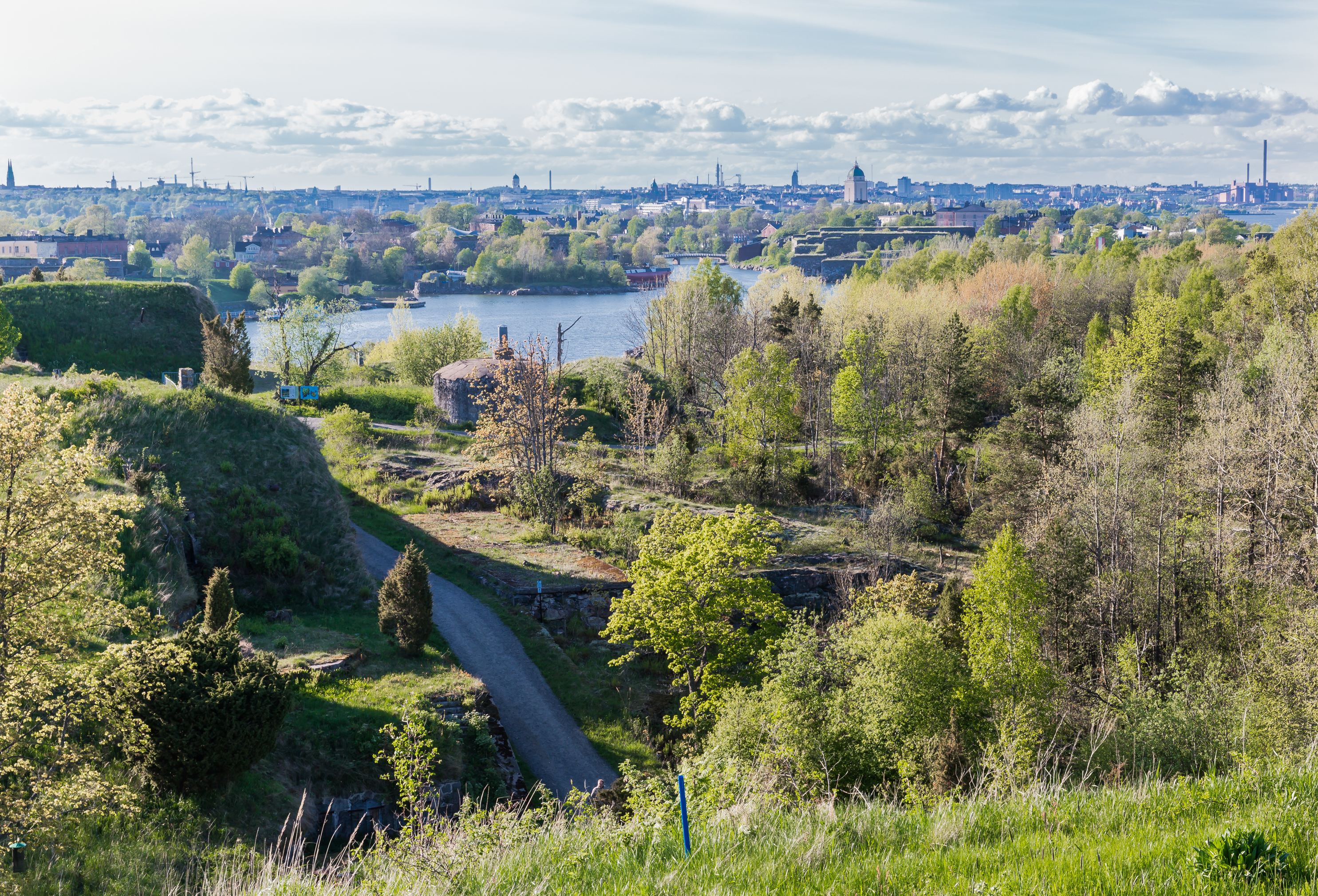
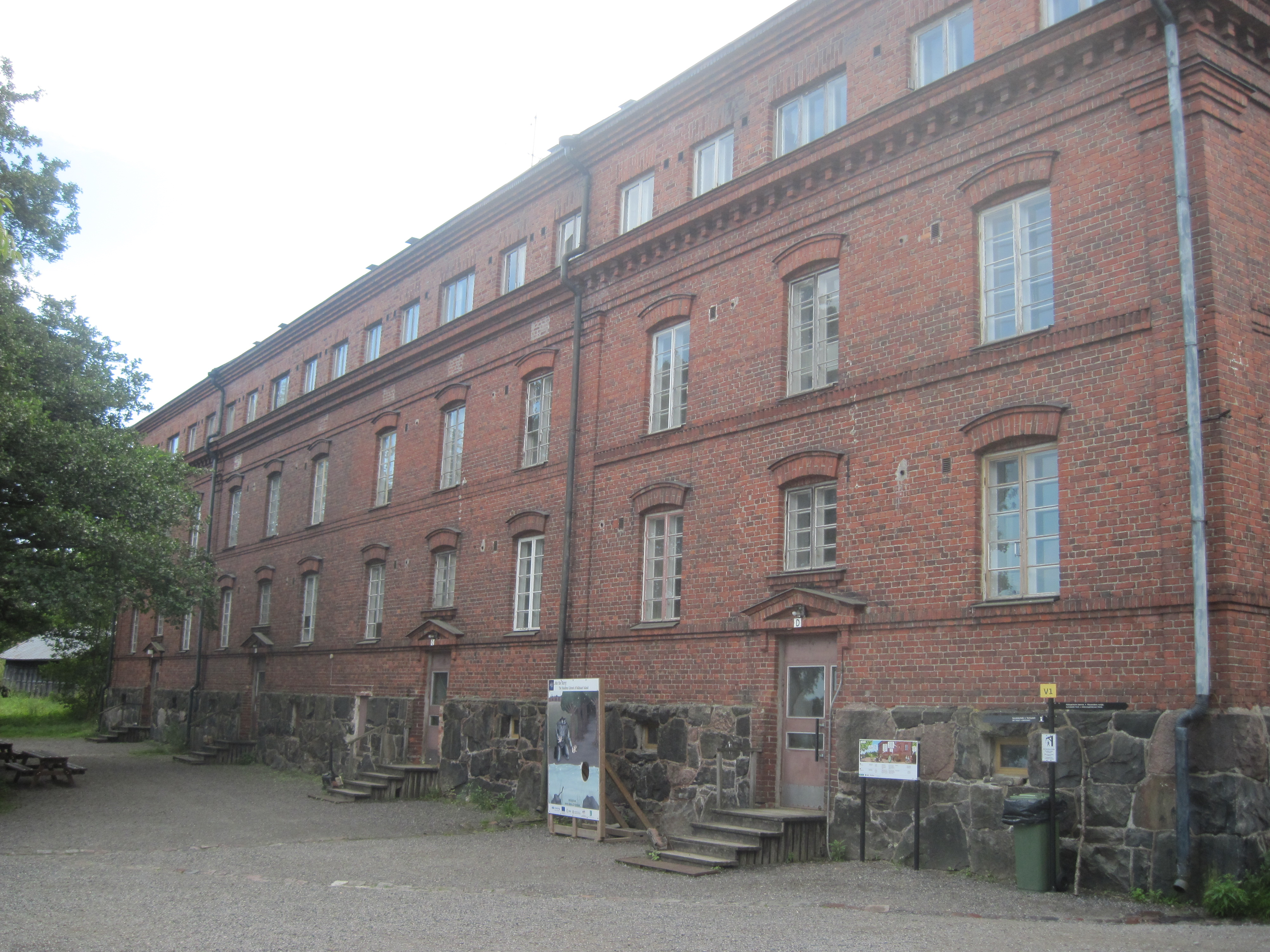
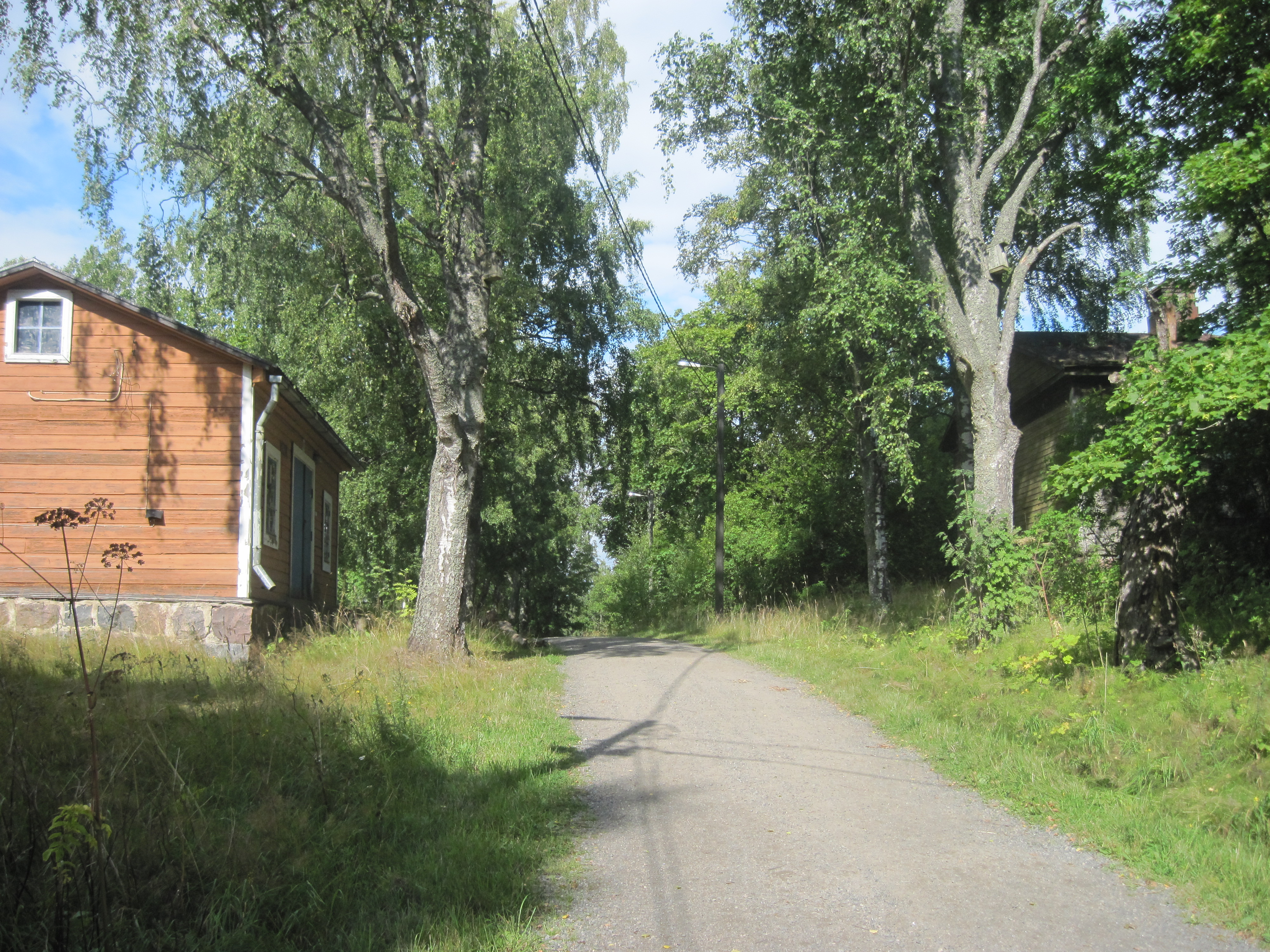
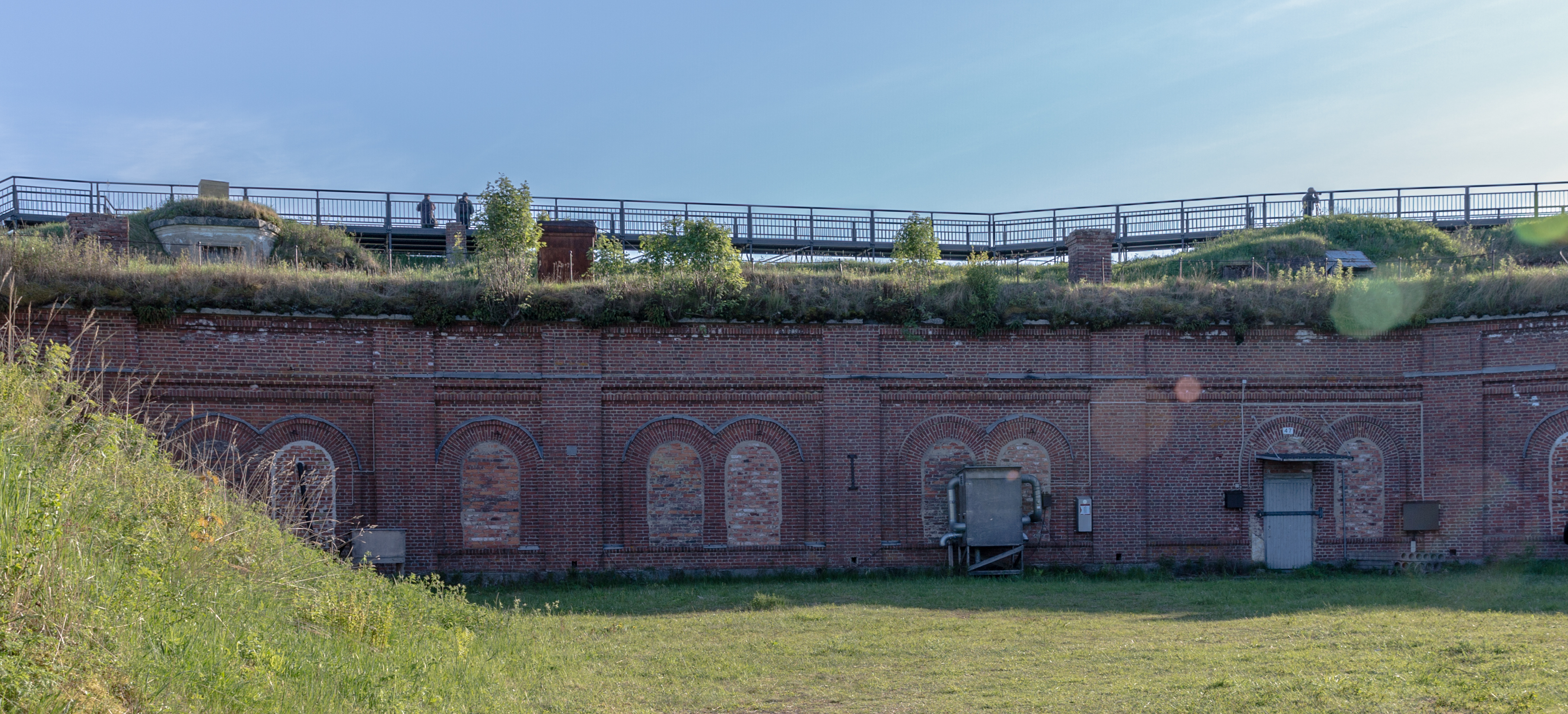
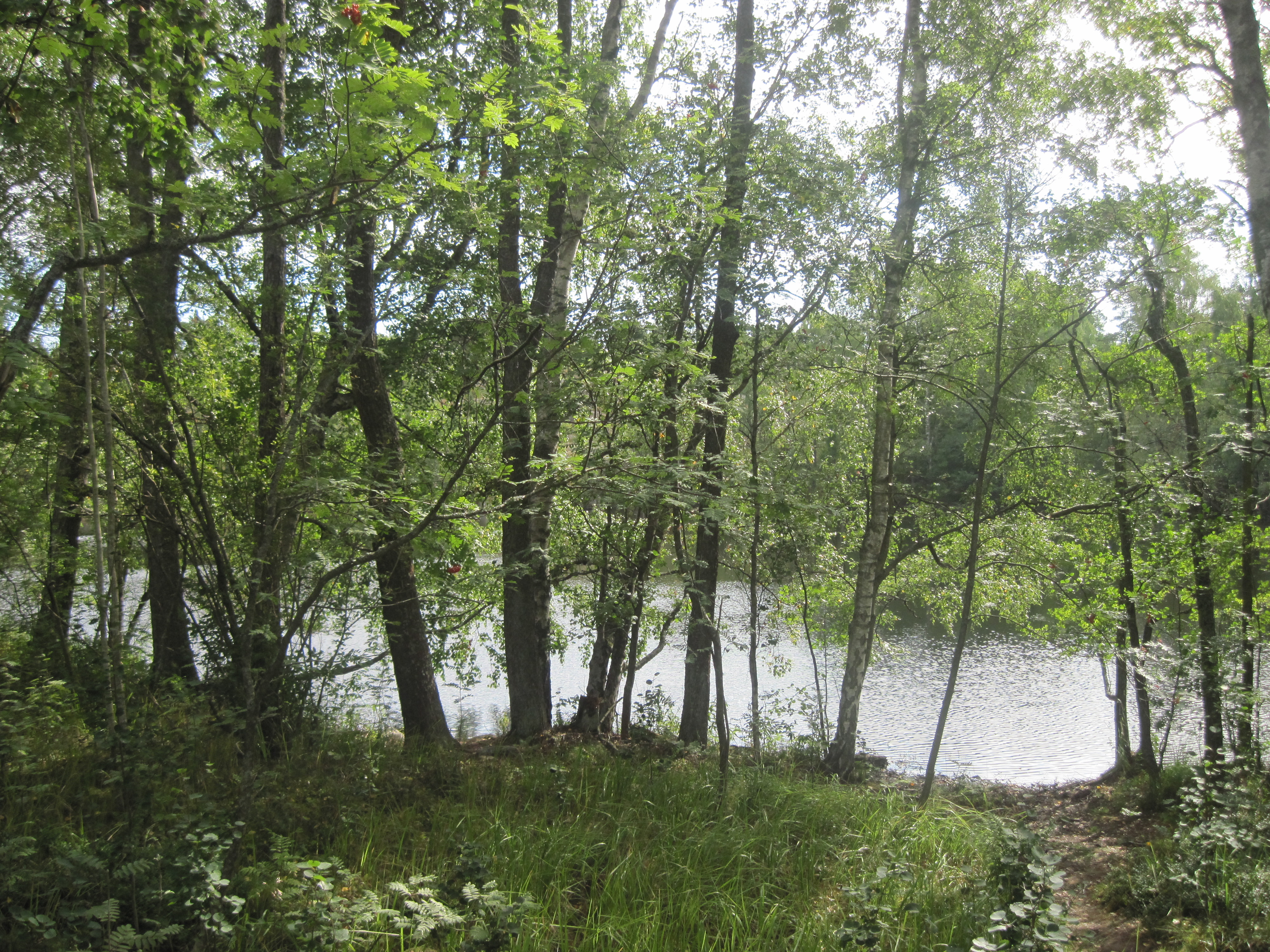
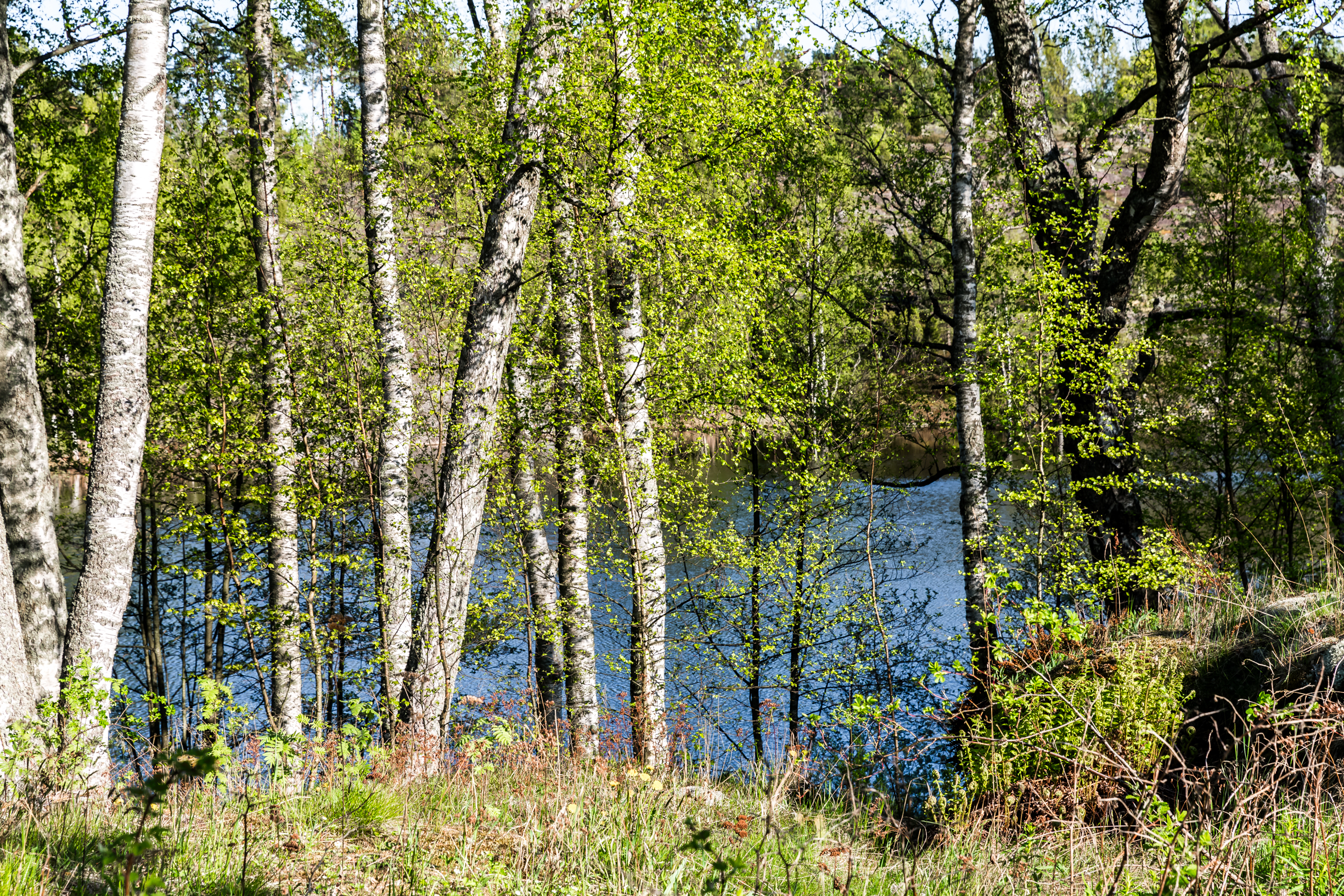
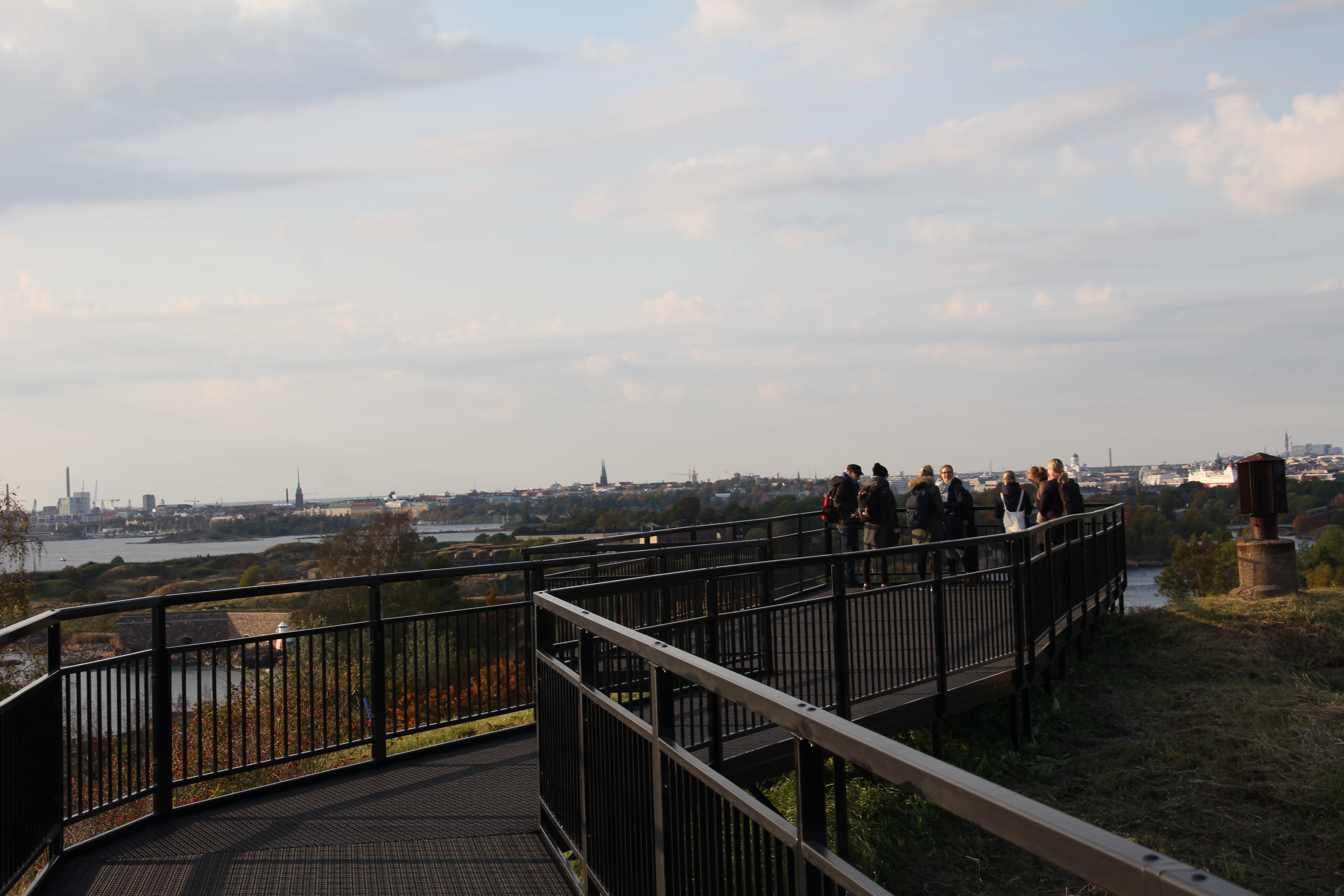